# دایناسور (فیلم ۲۰۰۰)
دایناسور (انگلیسی: Dinosaur) فیلمی در ژانر موزیکال، فانتزی و ماجراجویی به کارگردانی رالف زونداگ است که در سال ۲۰۰۰ منتشر شد.

## بازیگران
- دی بی سویینی
- اوسی دیویس
- الفری وودارد
- مکس کاسلا
- هیدن پنیتیر
- ساموئل رایت
- جولیانا مارگولیس
- جوآن پلورایت
- دلا ریس